# Роулетт (Техас)
Роулетт (англ. Rowlett) — город в США в округах Рокуолл, Даллас штата Техас.
Восточный пригород Далласа, расположенный в агломерации Даллас — Форт-Уэрт на берегу озера Рэй-Хаббард.
По данным переписи 2020 года, население города составляло 62 535 человек, а по оценкам переписи 2023 года, население города оценивается в 66 813 человек.

## История
Название Роулетт происходит от ручья Роулетт, впадающего в озеро Рэй-Хаббард и являющегося крупным притоком восточного рукава реки Тринити. Ручей, в свою очередь, был назван в честь водного пути, протекавшего через владения Дэниела Роулетта, переехавшего из Кентукки в Бонем в 1835 году.